# Даллада, Феликс Данилович
Феликс Данилович Даллада (18 марта 1929 — 18 февраля 1981) — российский автор-исполнитель, один из основателей жанра авторской песни.
Первые песни написаны во время учёбы в Московском городском педагогическом институте им. Потёмкина. Писал песни преимущественно на свои стихи, а также на стихи Юрия Ордина, Ирины Стальковой и Елены Иваницкой. Также им написан большой блок песен на стихи Сергея Есенина. Изучением творчества Феликса Даллады уже много лет занимается Павел Максименко.
Похоронен на Хованском кладбище.